# Solo (песня Дженни)
«Solo» — дебютный цифровой сингл южнокорейской певицы Дженни, выпущен 12 ноября 2018 года лэйблом YG Entertainment и Interscope. Песня была написана Пак Хон Чжуном и спродюсирована им вместе с 24. В музыкальном плане «Solo» — это танцевальная, поп и хип-хоп песня с элементами EDM. Его лирическое содержание вращается вокруг темы независимости после расставания.
Сопровождающее музыкальное видео на песню было снято режиссёром Хан Са Мином и загружено на YouTube-канал Blackpink одновременно с выпуском сингла. Видео было снято в Соединенном Королевстве и изображает превращение Дженни из невинной девушки в сильную независимую женщину. Видео набрало один миллиард просмотров на платформе.
Сингл дебютировал и достиг первого места в южнокорейском цифровом чарте Gaon. На международном уровне он стал первым хитом Дженни в чарте цифровых песен Billboard в Соединённых Штатах и дебютировал в чартах нескольких других стран, включая Канаду, Японию, Малайзию, Новую Зеландию, Шотландию, Сингапур и Великобританию. Он получил два платиновых сертификата от Корейской ассоциации музыкального контента (KMCA): за продажу более 2,5 миллионов цифровых единиц и за превышение 100 миллионов потоков.

## Предпосылки и релиз
Сольный дебют Дженни был анонсирован YG Entertainment 27 октября 2018 года через рекламный плакат на различных аккаунтах в социальных сетях. 23-секундное тизерное видео было загружено через день на официальный канал Blackpink на YouTube. Клип показывает Дженни, лежащую на кровати и неоднократно упоминающую её имя. Второй тизер был загружен через неделю, показывая её выступление в различной одежде в фотостудии. Третий и последний тизер был загружен за четыре дня до релиза сингла, показывая её в разных нарядах в разных местах. Сингл был выпущен в цифровом формате 12 ноября. Он был написан Пак Хон Чжуном и спродюсирован им вместе с 24.

## Промоушен

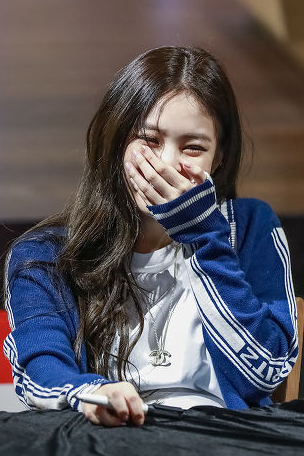
Дженни на фан-митинге, 16 декабря 2018 года.

Для продвижения песни Дженни несколько раз исполняла «Solo». Сингл был впервые исполнен во время концерта Blackpink в Сеуле в Olympic Gymnastics Arena 10 и 11 ноября, 2018.
Она исполнила песню четыре раза в ноябре и декабре на Inkigayo и выиграла три раза. В том же месяце «Solo» было исполнено на Gayo Daejeon, наряду с «Ddu-Du Ddu-Du». «Solo» был исполнен во время выступления BlackPink на Coachella 12 апреля 2019 года. Физическая версия сингла была выпущена 18 ноября 2018 года, с песней и инструментальной. Наряду с компакт-диском в специальной версии были выпущены 72-страничная фотокнига, двухсторонний плакат, случайная фотокарточка и открытка с текстами песен.

## Музыкальное видео
Клип на песню был снят в Великобритании режиссёром Хан Са Мином. В нём Дженни предстает в одиночестве, когда она превращается из «невинной и нежной девушки» в роскошном поместье в "харизматичную женщину, растущую в своей независимой натуре, наслаждающуюся тем, что она «Solo» в различных танцевальных сценах, демонстрирует изящную хореографию и завершает все мощным образом среди толпы из танцовщиц.
14 января 2021 года музыкальное видео набрало 600 миллионов просмотров на YouTube. Благодаря этому Дженни стала первой корейской певицей, музыкальное видео которой за всю историю достигло 600 миллионов просмотров.
29 февраля 2024 года музыкальное видео набрало 1 миллиард просмотров на YouTube. Дженни стала первой корейской певицей, чьё музыкальное видео набрало 1 миллиард просмотров.

## Коммерческий успех
Цифровая версия «Solo» дебютировала на первом месте южнокорейского цифрового графика Gaon, в то время как физический дебютировал на второй строчке в альбомом чарте. Компакт-диск был продан более 48 000 копий в Южной Корее. По состоянию на 17 апреля 2019 года песня все ещё находится во всех четырёх чартах.

## Трек-лист
Download and streaming
- 1. «Solo» — 2:49

CD
- 1. «Solo» — 2:49
- 2. «Solo» Instrumental — 2:49

## Награды
| Год  | Премия                  | Категория                       | Результат | Ссылки |
| ---- | ----------------------- | ------------------------------- | --------- | ------ |
| 2019 | Gaon Chart Music Awards | Песня года — Ноябрь             | Победа    | [ 12 ] |
| 2019 | Mnet Asian Music Awards | Лучшее танцевальное выступление | Номинация | [ 13 ] |
| 2020 | 34-я Golden Disk Awards | Лучший цифровой сингл (Бонсан)  | Победа    | [ 14 ] |
| 2020 | 34-я Golden Disk Awards | Песня года (Дэсан)              | Номинация | [ 14 ] |

### Музыкальные программы
| Программа      | Дата             | Ссылки |
| -------------- | ---------------- | ------ |
| Inkigayo (SBS) | 25 ноября, 2018  | [ 15 ] |
| Inkigayo (SBS) | 2 декабря, 2018  | [ 15 ] |
| Inkigayo (SBS) | 16 декабря, 2018 | [ 15 ] |

## Чарты
| Чарты (2018)                        | Позиции в чартах |
| ----------------------------------- | ---------------- |
| Канада (Billboard Canadian Hot 100) | 67               |
| Япония (Billboard Japan Hot 100)    | 22               |
| Малайзия (RIM)                      | 2                |
| Новая Зеландия (RMNZ)               | 13               |
| Шотландия (OCC Scotland)            | 80               |
| Сингапур (RIAS)                     | 2                |
| Южная Корея (Gaon)                  | 1                |
| Южная Корея (K-pop Hot 100)         | 1                |
| США (Billboard)                     | 1                |

### Годовой итоговый чарт
| Чарты (2018)       | Позиции |
| ------------------ | ------- |
| Южная Корея (Gaon) | 86      |

## Сертификация и продажи
| Регион | Сертификация | Продажи     |
| --- | ------------ | ----------- |
| Республика Корея (KMCA) | Платиновый   | 2 500 000*  |
| Республика Корея · Physical album                                                                                               | —            | 192,063     |
| США | —            | 10,000      |
| Стриминг |              |             |
| Республика Корея (KMCA) | Платиновый   | 100 000 000 |
| * Данные о продажах приведены только на основе сертификации. · Данные только о прослушиваниях приведены на основе сертификации. |              |             |

## История релиза
| Страна | Дата                | Тмп           | Формат                        | Лейбл         | Ссылка |
| ------ | ------------------- | ------------- | ----------------------------- | ------------- | ------ |
| Мир    | 12 ноября 2018 года | Оригинал      | Цифровая дистрибуция стриминг | YG Interscope | [ 30 ] |
| Мир    | 18 ноября 2018 года | Оригинал      | Компакт-диск                  | YG Interscope | [ 7 ]  |
| Мир    | 22 марта 2019 года  | Прямая запись | Цифровая дистрибуция стриминг | YGEX          | [ 31 ] |